# Essere oro
Essere oro è un cortometraggio del 2022 diretto da Valentina Cenni.

## Trama
Nina è una bambina che sta vivendo un momento molto difficile della sua vita. In cerca dell'armonia perduta, qualcosa la spingerà oltre il regno delle cose possibili.

## Produzione
La regista spiega così il titolo del film: «La bambina protagonista, Nina, è un essere prezioso e la sua saggezza, il suo candore, sono oro. E come l’oro, anche in una condizione difficile, resiste alla corrosione e aspira a rimanere sempre lucente e vitale. Grazie al suo sole interiore accarezza il dolore della madre nutrendola di luce divina e di oro. […] Per me il titolo Essere oro è anche un augurio. Essere splendenti di fronte al dramma, alla rovina, alla morte. Sempre. E avere fede nel fatto che tutto va esattamente come deve andare.»

## Distribuzione
Il cortometraggio è stato proiettato fuori concorso al 40° Torino Film Festival il 30 novembre 2022.